# Шмуцтитул

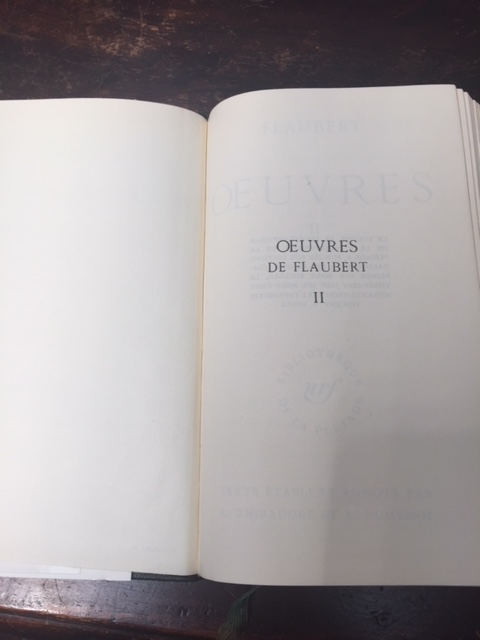
Шмуцтитул

Шмуцти́тул (від нім. Schmutztitel, де Schmutz — «брудний» і Titel — «заголовок») — окрема сторінка, на якій поміщують заголовок частини, розділу книги, а деколи окремих творів, з яких складається збірник. В стародруках це додатковий титульний аркуш, який розміщували перед основним титулом для його захисту від забруднення. В розгорнутій книзі зазвичай міститься праворуч.